# Flughafen Campina Grande

i8
i11
i13
Der Flughafen Campina Grande (portugiesisch Aeroporto Presidente João Suassuna, IATA-Code: CPV, ICAO-Code: SBKG) ist ein öffentlicher Flughafen, 9 km von Campina Grande im brasilianischen Bundesstaat Paraíba entfernt.

## Flughafendaten
Der Flughafen hat eine Asphaltpiste mit 1600 m Länge und 42 m Breite. Die Seehöhe beträgt 502 m. Er hat eine Gesamtfläche von 82 ha.
Das Passagierterminal umfasst 2500 m².

## Geschichte
Der Flughafen wurde in den 194er-Jahren in Betrieb genommen und 1980 Teil des Infraero-Netzwerks. Sein Name ist eine Hommage an den ehemaligen Gouverneur von Paraíba, João Suassuna.
Der Flughafen wird seit dem 16. Januar 2020 vom spanischen Infrastrukturunternehmen Aena Brasil verwaltet, dem Gewinner der Ausschreibungsrunde für Flughäfen im Nordostblock, die am 15. März 2019 stattfand.

## Flugbetrieb
Im Jahr 2019 wurden 135.000 Passagiere transportiert.
Azul Linhas Aéreas und Gol Linhas Aéreas sind die wichtigsten Fluggesellschaften, ⁣⁣die den Flughafen bedienen.

## Zwischenfälle
- Am 17. Dezember 1950 wurde eine Curtiss C-46A-45-CU Commando der brasilianischen Loide Aéreo Nacional (Luftfahrzeugkennzeichen PP-LDD) auf dem Flughafen Campina Grande bei einer Notlandung mit eingefahrenem Fahrwerk (Bauchlandung) irreparabel beschädigt. Alle 49 Insassen, fünf Besatzungsmitglieder und 44 Passagiere, überlebten den Unfall.[4]

- Am 5. September 1958 näherte sich eine Curtiss C-46A-45-CU Commando der brasilianischen Loide Aereo Nacional (PP-LDX) dem Flughafen Campina Grande auf einer Höhe von 200 Metern unter der Mindesthöhe. Die Besatzung startete den Endanflug und sank auf 520 m (Mindesthöhe betrug 647 Meter), um einen Blick auf die Landebahn zu erhalten. Das Flugzeug befand sich inzwischen über der Landebahn. Der Pilot entschied sich dann für eine Sichtplatzrunde, doch dieser Anflug wurde erneut verfehlt und das Flugzeug stieg spiralförmig auf 750 m. Ein weiterer Sinkflug wurde eingeleitet. Dieser Sinkflug dauerte so lange, bis die C-46 abstürzte und auf dem Boden aufschlug. Zwei Besatzungsmitglieder und 11 Passagiere wurden getötet, insgesamt waren 18 Personen an Bord.[5]